# Poeciliopsis
Poeciliopsis é um género de peixe da família Poeciliidae.
Este género contém as seguintes espécies:
- Poeciliopsis infans
- Poeciliopsis monacha
- Poeciliopsis occidentalis